# George Eaton
George Ross Eaton (Toronto, 12 novembre 1945) è un ex pilota automobilistico canadese.

## Risultati

### Risultati in Formula 1
| 1969 | Scuderia                 | Vettura  |  |  |  |  |  |  |  |  |  |     |     |  |  | Punti | Pos. |
| ---- | ------------------------ | -------- |  |  |  |  |  |  |  |  |  | --- | --- |  |  | ----- | ---- |
| 1969 | Owen Racing Organisation | BRM P138 |  |  |  |  |  |  |  |  |  | Rit | Rit |  |  | 0     |      |

| 1970 | Scuderia                                  | Vettura           |     |    |    |  |     |    |     |  |    |     |    |     |  | Punti | Pos. |
| ---- | ----------------------------------------- | ----------------- | --- | -- | -- |  | --- | -- | --- |  | -- | --- | -- | --- |  | ----- | ---- |
| 1970 | Owen Racing Organisation Yardley Team BRM | BRM P139 BRM P153 | Rit | NQ | NQ |  | Rit | 12 | Rit |  | 11 | Rit | 10 | Rit |  | 0     |      |

| 1971 | Scuderia         | Vettura  |  |  |  |  |  |  |  |  |  |    |  |  |  | Punti | Pos. |
| ---- | ---------------- | -------- |  |  |  |  |  |  |  |  |  | -- |  |  |  | ----- | ---- |
| 1971 | Yardley Team BRM | BRM P160 |  |  |  |  |  |  |  |  |  | 15 |  |  |  | 0     |      |

| Legenda | 1º posto     | 2º posto | 3º posto    | A punti         | Senza punti/Non class.  | Grassetto – Pole position Corsivo – Giro più veloce |
| Legenda | Squalificato | Ritirato | Non partito | Non qualificato | Solo prove/Terzo pilota | Grassetto – Pole position Corsivo – Giro più veloce |

### Risultati nel Campionato internazionale sportprototipi
| 1967 | Scuderia                  | Vettura                             | Stati Uniti (bandiera) | Stati Uniti (bandiera) | Italia (bandiera)      | Belgio (bandiera)      | Italia (bandiera) | Germania Ovest (bandiera) | Francia (bandiera)        | Germania Ovest (bandiera) | Italia (bandiera)      | Regno Unito (bandiera) | Italia (bandiera)      | Austria (bandiera) | Svizzera (bandiera) | Germania Ovest (bandiera) |
| ---- | ------------------------- | ----------------------------------- | ---------------------- | ---------------------- | ---------------------- | ---------------------- | ----------------- | ------------------------- | ------------------------- | ------------------------- | ---------------------- | ---------------------- | ---------------------- | ------------------ | ------------------- | ------------------------- |
| 1967 | Craig Fisher              | Chevrolet Camaro                    | Rit                    |                        |                        |                        |                   |                           |                           |                           |                        |                        |                        |                    |                     |                           |
| 1970 | Scuderia                  | Vettura                             | Stati Uniti (bandiera) | Stati Uniti (bandiera) | Regno Unito (bandiera) | Italia (bandiera)      | Italia (bandiera) | Belgio (bandiera)         | Germania Ovest (bandiera) | Francia (bandiera)        | Stati Uniti (bandiera) | Austria (bandiera)     |                        |                    |                     |                           |
| 1970 | Randy's Auto Body Service | Lola T70                            | Rit                    |                        |                        |                        |                   |                           |                           | 4                         |                        |                        |                        |                    |                     |                           |
| 1971 | Scuderia                  | Vettura                             | Argentina (bandiera)   | Stati Uniti (bandiera) | Stati Uniti (bandiera) | Regno Unito (bandiera) | Italia (bandiera) | Belgio (bandiera)         | Italia (bandiera)         | Germania Ovest (bandiera) | Francia (bandiera)     | Austria (bandiera)     | Stati Uniti (bandiera) |                    |                     |                           |
| 1971 | NART                      | Ferrari 312P/71 Ferrari 512S Spyder |                        |                        | 8                      |                        |                   |                           |                           |                           | Rit                    |                        |                        |                    |                     |                           |
| 1971 | Herbert Müller Racing     | Ferrari 512M                        |                        |                        |                        |                        |                   |                           |                           |                           |                        |                        | Rit                    |                    |                     |                           |

### Risultati nel Campionato del mondo sportprototipi
| 1972 | Scuderia | Vettura      | Argentina (bandiera) | Stati Uniti (bandiera) | Stati Uniti (bandiera) | Regno Unito (bandiera) | Italia (bandiera) | Belgio (bandiera) | Italia (bandiera) | Germania Ovest (bandiera) | Italia (bandiera) | Regno Unito (bandiera) | Francia (bandiera) | Austria (bandiera) | Stati Uniti (bandiera) |
| ---- | -------- | ------------ | -------------------- | ---------------------- | ---------------------- | ---------------------- | ----------------- | ----------------- | ----------------- | ------------------------- | ----------------- | ---------------------- | ------------------ | ------------------ | ---------------------- |
| 1972 | NART     | Ferrari 312P |                      | Rit                    |                        |                        |                   |                   |                   |                           |                   |                        |                    |                    |                        |

### Risultati nella 12 Ore di Sebring
| Anno | Scuderia | Costruttore | Vettura         | Numero | Categoria | Classe | Co-Pilota             | Giri | Risultato di classe | Risultato assoluto |
| ---- | -------- | ----------- | --------------- | ------ | --------- | ------ | --------------------- | ---- | ------------------- | ------------------ |
| 1971 | NART     | Ferrari     | Ferrari 312P/71 | 21     | Prototipo | P 3.0  | Luigi Chinetti junior | 213  | 3°                  | 8°                 |

### Risultati nella 24 Ore di Le Mans
| Anno | Classe | N° | Gomme | Vettura                              | Squadra | Co-pilota      | Giri | Pos. Assol. | Pos. di Classe |
| ---- | ------ | -- | ----- | ------------------------------------ | ------- | -------------- | ---- | ----------- | -------------- |
| 1971 | S 5.0  | 14 | G     | Ferrari 512S Spyder Ferrari 5.0L V12 | NART    | Masten Gregory | 0    | DNF         | DNF            |

### Risultati nella 500 Miglia di Indianapolis
| Anno   | N° auto | Partito | Media qualifica | Finito | Giri | Giri in testa | Causa ritiro |
| ------ | ------- | ------- | --------------- | ------ | ---- | ------------- | ------------ |
| 1972   | 25      | NQ      | -               | -      | -    | 0             | /            |
| Totale | Totale  | Totale  | Totale          | Totale | 0    | 0             |              |

### Risultati nella USAC Championship Car
| Anno | Squadra                                       | Telaio | Motore | 1      | 2   | 3       | 4   | 5    | 6   | 7   | 8   | 9     | 10     | 11     | 12     | Posizione | Punti |
| ---- | --------------------------------------------- | ------ | ------ | ------ | --- | ------- | --- | ---- | --- | --- | --- | ----- | ------ | ------ | ------ | --------- | ----- |
| 1971 | George Fejer/Rudy Fejer                       | Colt   | Ford   | RAF    | RAF | PHX     | TRE | INDY | MIL | POC | MCH | MIL 9 | ONT 11 | TRE 10 |        | 24º       | 270   |
| 1971 | Check Oil Treatment (George Fejer/Rudy Fejer) | Lola   | Ford   |        |     |         |     |      |     |     |     |       |        |        | PHX 18 | 24º       | 270   |
| 1972 | George Fejer/Rudy Fejer                       | Colt   | Ford   | PHX 11 | TRE |         |     |      |     |     |     |       |        |        |        | 40º       | 30    |
| 1972 | Fejer Racing Team                             | -      | -      |        |     | INDY NQ | MIL | MCH  | POC | MIL | ONT | TRE   | PHX    |        |        | 40º       | 30    |